# Das Argument
Das Argument – Zeitschrift für Philosophie und Sozialwissenschaften wurde 1959 als unabhängige Wissenschaftszeitschrift einer marxistisch orientierten westdeutschen Linken gegründet. Die Zeitschrift erscheint im Argument Verlag mittlerweile in zwei Heften pro Jahr. Seit 2005 wird die Zeitschrift im Auftrag des Berliner Instituts für kritische Theorie herausgegeben. Sie ist Kooperationspartner von Linksnet. Mit dem Heft 342, erschienen 2024, wurde die Zeitschrift in der bestehenden Form eingestellt. Nach Wolfgang Fritz Haug, dem Gründungsherausgeber, war die Weiterführung im Juni 2024 noch offen, der Rezensionsteil solle fortgeführt werden. Im März 2025 wurde bekanntgegeben, dass die Zeitschrift in neuer Folge – unter Leitung von Lukas Meisner, mit neuer Redaktion und in neuer Konzeption – erstmals Ende 2025 herauskommt.

## Herkunft und Form
Hervorgegangen ist die Zeitschrift aus den Protesten gegen die atomare Bewaffnung der Bundesrepublik Deutschland. Herausgegeben wurde sie von Anfang an von Wolfgang Fritz Haug (heute emeritierter Philosophieprofessor der Freien Universität Berlin). Die Zeitschrift begann als eine Sammlung zusammengehefteter Blätter im Flugblattformat. In den ersten zehn Jahren ihres Bestehens erweiterte sie ihr Themenspektrum und änderte zweimal ihren Untertitel. Ab der 16. Ausgabe lautete dieser „Berliner Hefte für Politik und Kultur“, ab November 1963 „Berliner Hefte für Probleme der Gesellschaft“. Seit 1969 ist es der bis heute gültige Untertitel „Zeitschrift für Philosophie und Sozialwissenschaften“. 
Mit der 19. Ausgabe, die im Juli/August 1961 erschien, erfolgte eine verlegerische Professionalisierung und Das Argument wurde erstmals in Broschur veröffentlicht. Hintergrund war, dass Christof Müller-Wirth als Verleger zur Zeitschrift stieß, diese in den Familienbetrieb C.F. Müller Verlag aufnahm und schließlich bis 1978 betreute.
Von großer Bedeutung war die Zeitschrift für die Studentenbewegung der 1960er und 1970er Jahre. Sie lehnte sich eng an die Zeitschrift für Sozialforschung der Frankfurter Schule an (in der in den 1930er Jahren die wichtigsten Aufsätze von Denkern wie Max Horkheimer, Theodor W. Adorno, Walter Benjamin, Erich Fromm, Herbert Marcuse u. v. a. erschienen waren); zahlreiche überlebende Vertreter der Schule prägten im ersten Jahrzehnt auch das Bild der Zeitschrift.
Innerhalb der Studentenbewegung war Das Argument für seine kritisch-konstruktive Auseinandersetzung mit der DKP und der SEW bekannt. Artikel, die „bürgerlich-affirmativ“ analysierten, wurden abgelehnt. Später wandte sich die Zeitschrift weiter von eher orthodox-marxistischen Positionen ab. Sie vertritt seit Mitte der 1980er Jahre einen pluralen Marxismus und steht in kooperativem Zusammenhang mit dem Historisch-kritischen Wörterbuch des Marxismus sowie den Gefängnisheften des italienischen politischen Denkers und Marxisten Antonio Gramsci.
Zahlreiche Schriftsteller und Schriftstellerinnen arbeiten seit Jahren mit dem Argument zusammen. Früher gehörten hierzu u. a. Christa Wolf, Erich Fried, Peter Weiss und Günther Anders. Heute arbeitet das Argument u. a. mit Elfriede Jelinek und Volker Braun zusammen. Seit 2005 erscheint es mit wechselnden Schwerpunktredaktionen, die sich aus einem großen Pool internationaler Wissenschaftler speist. Jede Ausgabe der Zeitschrift widmet sich einem Schwerpunktthema und enthält einen umfangreichen Rezensionsteil.